# ゲレッド・マンコヴィッツ
ゲレッド・マンコヴィッツ（Gered Mankowitz, 1946年8月3日 - ）は、イギリスの写真家。ローリング・ストーンズ、ジミ・ヘンドリックスを始めとする多くのミュージシャンを撮影し、それらのヒットアルバムに写真が使用された。彼はファッション、音楽、広告、ニュース、および個人的な写真を含むあらゆるの部門の写真を撮影した。彼は22年間、北部ロンドンの自己のギャラリーを拠点として活動している。

## 経歴
マンコヴィッツは作家のウルフ・マンコヴィッツとアン・マーガレット・セリグマン夫妻の間の4人の息子の長男としてロンドンで生まれた。15歳で何の資格も持たずに学校をドロップアウトしたが、彼の生まれついての写真の才能はオランダへの修学旅行の際に有名写真家のトム・ブラウによって見いだされた。ブラウはマンコヴィッツを見習いとして採用し、数カ月後には全ての部門の仕事を担当し、割り当ての仕事もこなすようになった。1962年にマンコヴィッツはバルバドスでプロとして写真を撮影するようになり、その後ロンドンに戻るとパリファッション界での地位を確立した。しかしながら彼はその写真スタイルが自分に合わない物とすぐに自覚する。1963年に彼は音楽界での写真撮影に飛び込み、同時代のアーティストと仕事をすることが性に合うと感じた。その年の末にマンコヴィッツは自身のスタジオをオープンした。
その数カ月後、マンコヴィッツはマリアンヌ・フェイスフルやローリング・ストーンズと共に働き始め、ストーンズのツアーに同行して撮影を行うよう依頼された。ストーンズのツアーが終わると、彼はジミ・ヘンドリックス、フリー、トラフィック、ヤードバーズ、スモール・フェイセズ、ソフト・マシーン、スレイド、ゲイリー・グリッター、スージー・クアトロ、スウィート、エルトン・ジョン、ケイト・ブッシュ、ユーリズミックス、ABC、デュラン・デュランといったミュージシャンと仕事をする。1982年にマンコヴィッツはロンドンのフェイマス・フォトグラファーズ・ギャラリーで展示会を行い、観客数は16,000以上に達した。この展示会は二年間にわたってイギリス国内各地で開催された。それから22年間、彼は北部ロンドンのスタジオを拠点として活動し、主として広告写真に取り組み、主要な出版物に貢献した。彼は現在も音楽業界で働き、定期的に主要紙や雑誌に作品を提供している。彼の作品は世界中のギャラリーで展示、販売されている。

## 影響と貢献
マンコヴィッツは自身の仕事がローリング・ストーンズのイメージに影響を及ぼしたと考えたか尋ねられたとき「私はアルバム『ビトウィーン・ザ・バトンズ』のカバーを撮影したとき、大きく貢献したと思う。初期のセッションにおける私の貢献は正直さに基づき、人々に対してストーンズに関して何かを伝え、彼らの個性にマスクをかけたり技術的に順序を変える、演劇のような脚色をしないことを望んでいた。私はそのことが、（彼らのマネージャーの）アンドリュー・ルーグ・オールダムが私の写真を好んだ理由であり、そして、私がそのような写真を撮影したので、バンドが長期間、私と共に仕事をしたことに満足した理由だと思う。そして、『ビトウィーン・ザ・バトンズ』に関して言えば、私は写真家として、実際に貢献をしたことで彼らと私の関係に十分な自信を感じた。」と語っている。
マンコヴィッツの撮影したジミ・ヘンドリックスの写真は当初一般に公開されなかった。それらはモノクロで撮影され、それは当時のマンコヴィッツの典型的なスタイルであったが、ジミのマネージャーはアルバムカバー用にカラー写真を要求した。従って、それらのモノクロ写真は1992年にロンドンで開催されたマンコヴィッツの個展で初めて公開されることとなった。マンコヴィッツの撮影したジミの一連の写真は人々の心を打ち、その人気はたちまちに高まった。それらは強い影響力を持ち、本やアルバムカバー、雑誌などに表れることとなった。
アメリカのファッションデザイナー、ジョン・バルベイトスはマンコヴィッツによるジミの写真について次のように記している。「これはジェレッド・マンコヴィッツが1967年にロンドンのメイソンズ・ヤードで撮影したジミの写真のシリーズから来ている。そのシリーズは私にとって最も重要な写真であるかもしれない。私は大きな限定版のプリントをつくえの後ろに飾っている。私は毎日部屋に入るときそれを見る。ジミがシーンに登場したとき、彼に似ている者は誰もいなかった。そして、その外観を見事にやってのけることができた人々はごく僅かだ。」

## 作品

### 写真集[5]
- The Experience: Jimi Hendrix at Mason’s Yard, 2013.
- Gered Mankowitz: 50 Years of Rock and Roll Photography, with Brian Southall, Peter York, and Annie Lennox, 2014.
- Rolling Stones (One on One), with Sean Egan, 2012.
- The Stones 65-67, with Andrew Loog Oldham, 2004.
- Satisfaction: The Rolling Stones 1965-1967, 1984.
- Chapters of Gold: The life of Mary in Mosaics, with Rachel Billington, 2005.
- The Experience: Jimi Hendrix at Mason's yard, with Richie Unterberger, 2011.
- Hit Parade, with Harry Hammond, 1984.
- Satisfaction, with Andrew Loog Oldham, 1984.
- The Jimi Hendrix Experience in 1967, with Brian Hogg, 1991.
- I-Contact, 2002.
- Jimi Hendrix: The complete Masons Yard Photo Sessions
- The Rolling Stones- Out of Their Heads: 1965-1967/1982: Photographs, 2006.
- Masons Yard to Primrose Hill, 1995.
- Pop shots, with Harry Mankowitz, 1984.
- Pop Stars Portraits of the 50’s 60’s 70’s and 80’s, with Harry Hammond, 1984.

## 注
1. 1 2 3  Mankowitz 2003.
2. ↑  WildeLife 2003.
3. 1 2  AbeBooks 2006.
4. ↑  RollingStone 2001.
5. ↑  Artnet 2000.

## 参照
- AbeBooks (2006年). “Gered Mankowitz: Thoughts Out of His Head”.   AbeBooks. 2014年3月23日閲覧。
- Mankowitz (2003年). “Gered Mankowitz biography”.   Mankowitz. 2014年3月23日閲覧。
- Artnet (2000年). “Gered Mankowitz”.   Artnet. 2014年3月23日閲覧。
- WildeLife (2003年). “Mankowitz, Gered”.   WildeLife. 2014年3月23日閲覧。
- RollingStone (2001年). “Wild Style: Inside John Varvatos' 'Rock in Fashion' Book”.   RollingStone. 2014年3月27日閲覧。